# Relations entre le Bangladesh et le Panama
Les relations entre le Bangladesh et le Panama sont les relations bilatérales de la république populaire du Bangladesh et la république du Panama. Les deux pays entretiennent des relations cordiales avec l'intention de les développer davantage.

## Visites d'État
L'ancien ministre des affaires étrangères du Bangladesh, Mohamed Mijarul Quayes (en), a effectué une visite officielle à Panama City, la capitale du Panama, en 2011. Il a fait une rapide tournée en Amérique latine et a vu l'immense potentiel commercial du Bangladesh dans des pays comme le Brésil, l'Argentine, le Panama ou le Mexique. Le secrétaire d'État voit la possibilité d'envoyer des ingénieurs et des ouvriers du Bangladesh au Panama, car le gouvernement panaméen est en train d'élargir le canal pour faciliter le passage des gros navires de marchandises.

## Coopération politique
En 1977, le Bangladesh a soutenu le Panama dans la rétrocession du canal de Panama des États-Unis au Panama par le biais des traités Torrijos-Carter.

## Coopération dans le domaine du transport maritime
En raison de la vaste expérience du Panama dans le domaine des services de transport maritime international, le Bangladesh a demandé l'aide du Panama dans ce secteur. En 2013, le Bangladesh et le Panama ont signé un accord bilatéral par lequel des marins bangladais se sont vu offrir des possibilités d'emploi dans le secteur du transport maritime panaméen.

## Coopération économique
Le Bangladesh et le Panama ont tous deux exprimé leur profond intérêt pour le renforcement des activités économiques bilatérales entre les deux pays. Le président du Bangladesh, Abdul Hamid, a déclaré lors d'une réunion en 2013, avec le nouvel ambassadeur du Panama au Bangladesh, que malgré la distance physique, les deux pays partagent des valeurs et des aspirations communes qui ont été nourries tant dans les domaines bilatéraux que multilatéraux.  En 2011, une délégation commerciale bangladaise coordonnée par le ministère du commerce s'est rendue au Panama pour explorer les possibilités d'expansion des échanges et des investissements bilatéraux.